# Claus Jørgensen
Claus Bech Jørgensen (Holstebro, 27 aprile 1976) è un ex calciatore faroese, di ruolo centrocampista.